# Storytone
Storytone è il 35° album discografico in studio del musicista canadese Neil Young, pubblicato nel novembre 2014.

## Il disco
L'album venne distribuito in due formati: disco singolo, con arrangiamenti orchestrali delle canzoni, e versione deluxe con inclusi brani anche in versione acustica senza big band. Successivamente, Young pubblicò anche una terza versione dell'album intitolata Mixed Pages of Storytone, che mischiava elementi di entrambe le versioni precedenti.
Storytone è il secondo album in studio pubblicato da Neil Young nel 2014, dopo il prevalentemente lo-fi A Letter Home.

### Origine
Nel marzo 2014, Neil Young espresse la volontà di incidere un disco con un'orchestra al completo, dichiarando: «Mi piaceva l'idea di fare un disco con un'orchestra al completo, dal vivo - in registrazione mono con l'ausilio di un unico microfono. Volevo fare qualcosa del genere dove veniva registrato quello che davvero uno suonava sul momento, con un solo punto di vista, come si faceva una volta».
Durante il tour estivo di Neil Young & Crazy Horse, il gruppo eseguì una nuova canzone intitolata Who's Gonna Stand Up?, che successivamente sarebbe apparsa sull'album, senza l'apporto dei Crazy Horse.

### Registrazione
Scrivendo sul suo sito ufficiale, Young raccontò le sedute di registrazione delle due versioni di Storytone: «Per prima cosa, ho registrato le canzoni al Capitol Records con i miei vecchi amici Niko Bolas e Al Schmitt. Le cantai da solo con l'unica strumentazione che desideravo utilizzare. Non ci furono sovraincisioni o abbellimenti di sorta. La musica risultante proviene direttamente dal mio cuore, ed è diretta a voi. Poi, entrai negli studi MGM dove era stata registrata la colonna sonora del film Il mago di Oz. Assistito dai migliori musicisti di Hollywood, con arrangiamenti ed orchestrazioni di Christ Walden e Michael Bearden, cantai sette brani di Storytone dal vivo per la seconda volta. Le cantai nel microfono di Barbra Streisand, con un sound antico che mi piaceva molto. Andai anche sul Sunset Boulevard per incidere le restanti tre canzoni con una big band in un vecchio studio di Hollywood restaurato conosciuto ora come East West. Tutte le performance sono dal vivo senza effetti di studio. Rimasi semplicemente in piedi a cantare dentro un microfono con l'aggiunta occasionale di note d'armonica tra una strofe e l'altra, mentre i musicisti suonavano».

### Scrittura e composizione
Molte delle tracce sull'album si ispirano alla recente relazione sentimentale nata tra Young e l'attrice Daryl Hannah, e al suo divorzio dalla moglie con la quale era sposato da trentasei anni, Pegi Young. Riguardo ai brani sull'album, Young disse: «Queste canzoni sono state scritte durante un periodo di profondi cambiamenti nella mia vita. Tutto quello che voglio condividere con il mio pubblico è lì dentro».

## Tracce
Testi e musiche di Neil Young.
1. Plastic Flowers (Orchestrale) – 4:06
2. Who's Gonna Stand Up? (Orchestrale) – 4:23
3. I Want to Drive My Car (Band) – 3:08
4. Glimmer (Orchestrale) – 4:59
5. Say Hello to Chicago (Big Band) – 4:57
6. Tumbleweed (Orchestrale) – 3:37
7. Like You Used to Do (Band) – 2:39
8. I'm Glad I Found You (Orchestrale) – 3:39
9. When I Watch You Sleeping (Orchestrale) – 5:30
10. All Those Dreams (Orchestrale) – 4:25

### Deluxe edition
1. Plastic Flowers (Solo) – 4:02
2. Who's Gonna Stand Up? (Solo) – 3:49
3. I Want to Drive My Car (Solo) – 2:22
4. Glimmer (Solo) – 3:10
5. Say Hello to Chicago (Solo) – 4:54
6. Tumbleweed (Solo) – 3:22
7. Like You Used to Do (Solo) – 2:38
8. I'm Glad I Found You (Solo) – 3:22
9. When I Watch You Sleeping (Solo) – 5:34
10. All Those Dreams (Solo) – 3:52